# Alan McGuckian
Alexander Aloysius McGuckian, dit Alan McGuckian, né le 26 février 1953 à  Cloughmills, dans le comté d’Antrim en Irlande du Nord (Royaume-Uni), est un prêtre jésuite actif dans le domaine de la culture et des media. En 2017, il est nommé évêque de Raphoe. Il est le premier jésuite nommé comme évêque dans un diocèse en Irlande. Depuis février 2024, il est évêque de Down et Connor. 

## Biographie
Né le 26 février 1953 à Cloughmills, dans le comté d’Antrim (et le diocèse de Down et Connor) Alan est le plus jeune fils de Brian McGuckian et Pauline McKenna. Deux de ses frères aînés, Bernard et Michael, sont également prêtres jésuites. Son père était un prospère éleveur de porcs qui, avec ses frères, développa une ferme porcine qui fut considérée comme la plus grande au monde. 
Après un an à la Queen’s University de Belfast (1971-1972), Alan entre au noviciat jésuite de Clontarf à Dublin (21 octobre 1972). Ayant achevé les deux ans de formation spirituelle il poursuit des études universitaires à l’University College de Dublin avec en plus un diplôme d’espagnol et de latin. Muni de son diplôme universitaire en 1977 il étudie la philosophie au Jesuit Milltown Institute of Theology and Philosophy de Dublin puis la théologie à la Toronto School of Theology de l’université de Toronto (le Jesuit Regis College), se qualifiant avec une maîtrise et une licence en Théologie.
Ordonné prêtre en 1984 le père McGuckian passe quelque temps à enseigner au collège jésuite de ‘Clongowes Wood’. En 1992, il est nommé directeur du Centre jésuite des communications sociales. Un de ses succès est la création et développement du site Web ‘www.sacredspace.ie’ qui utilisant les nouvelles technologies et ressources informatiques, offre à ceux qui le souhaitent la possibilité de développer une vie de prière personnelle,. Le père McGuckian fait sa profession solennelle dans la Compagnie de Jésus le 15 février 1997.
De 2011 à 2017, il travaille à temps plein pour le diocèse de Down et Connor, contribuant à y renouveler la vie pastorale. Prédicateur apprécié et œcuméniste engagé il écrit en collaboration avec l’historien presbytérien irlandais Philip Orr une pièce de théâtre intitulée 1912 - A Hundred Years on  qui explore des deux points de vue nationaliste et unioniste le célèbre pacte de 1912 appelé Covenant d’Ulster et la Home Rule qui s’ensuivit.
Le père McGuckian est un linguiste et est particulièrement attaché à la langue gaélique. Durant ses études il obtint une maîtrise en traduction irlandaise de la Queen’s University de Belfast. Il visite annuellement le ‘Gaeltacht’ de Donegal, dans la province d’Ulster, région où la langue gaélique est couramment parlée. 
Le 9 juin 2017, il est annoncé que le père Alan McGuckian avait été nommé évêque de Raphoe. Le 6 août de la même année il reçoit la consécration épiscopale des mains de Eamon Martin, archevêque d’Armagh et Primat de toute l’Irlande. Dans la Conférence des évêques catholiques irlandais, il est membre de plusieurs commissions nationales et internationales (ICEL, Pax Christi, Justice et Paix, etc.).
Le 2 février 2024, il est nommé évêque de Down et Connor.

## Source
- (en) Cet article est partiellement ou en totalité issu de l’article de Wikipédia en anglais intitulé « Alan McGuckian » (voir la liste des auteurs).